# Zadoc Kahn

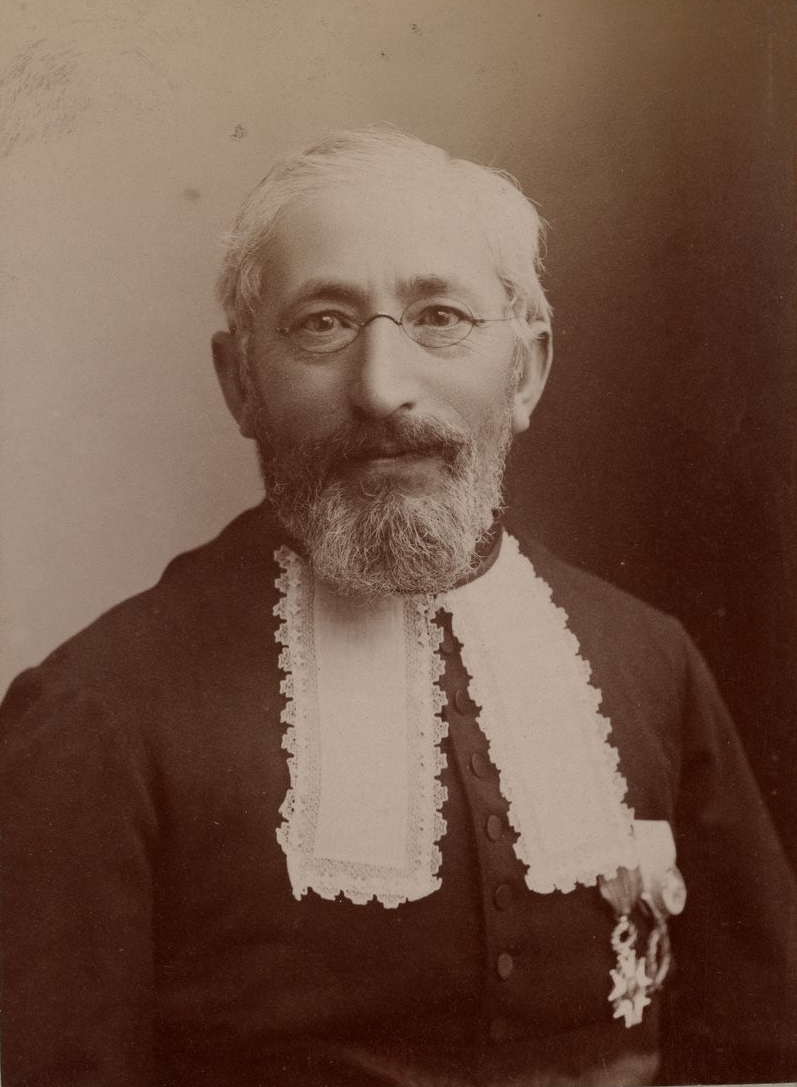
Zadoc Kahn

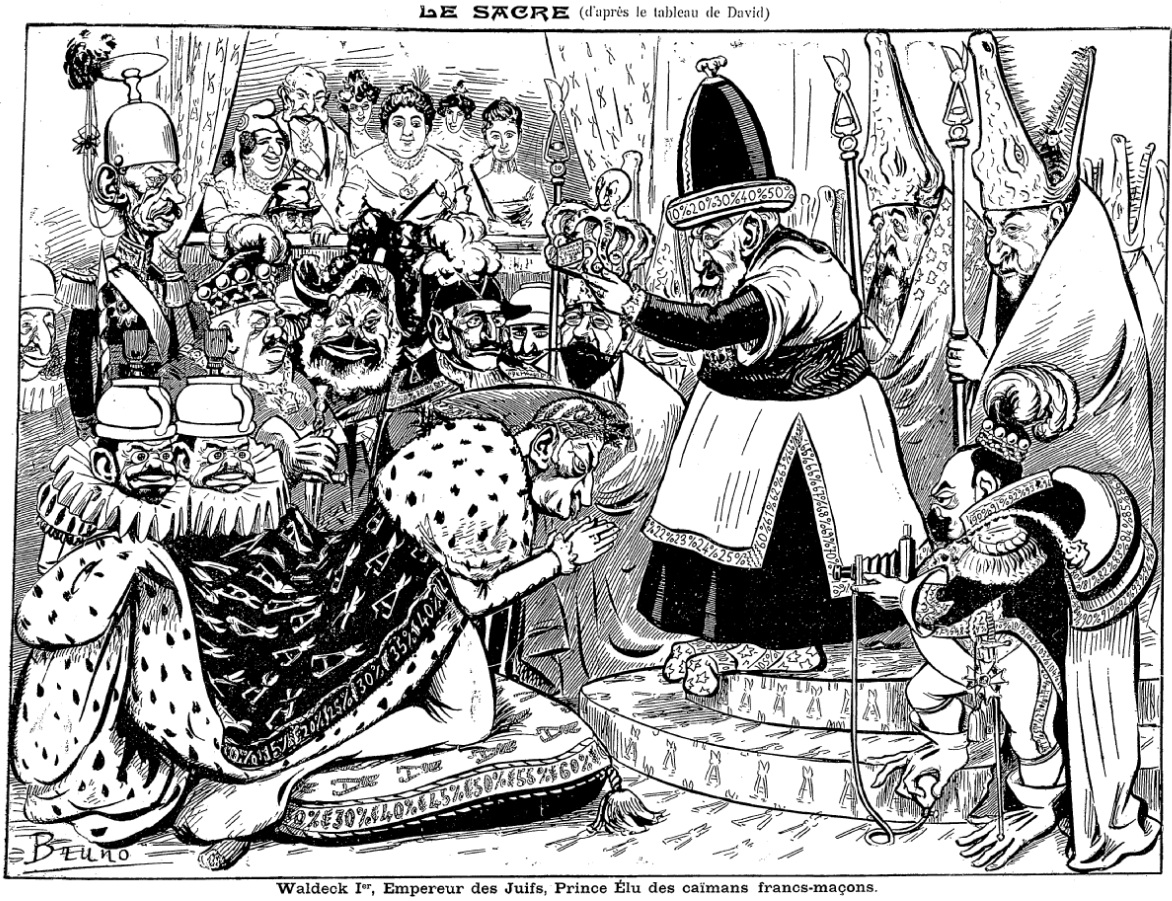
Caricatura antisemita y antimasónica francesa de 1903 en la que aparece el presidente del gobierno francés Pierre Waldeck-Rousseau siendo coronado "Emperador de los Judíos, Príncipe Electo de los caimanes franc-masones" por el gran rabino de Francia Zadoc Kahn. Los testigos son los políticos dreyfusards, entre los que se encuentra el propio capitán Alfred Dreyfus. Al fondo en la tribuna se puede ver al banquero judío Alphonse Rothschild, acompañando al presidente de la República Emile Loubet.

Zadoc Kahn, nacido el 18 de febrero de 1839 en Mommenheim y fallecido el 8 de diciembre de 1905 en Paris, fue el Gran Rabino de Francia desde 1889 hasta su muerte en 1905.

## Obras
- L‘Esclavage selon la Bible et le Talmud, 1867
- Etudes sur le livre de Joseph le zélateur, 1887
- Titus d'après le Talmud et d'après l'histoire
- Souvenirs et regrets, Paris, 1898 dans lequel il rapporte (page 217) l'oraison funèbre qu'il consacra, le 22 février 1886, au professeur Nathaniel Philippe Sander.
- La Bible du Rabbinat, 1899
- La Bible de la jeunesse, 1899
- Jewish Encyclopedia (participation)
- Sermons et allocutions (4 volumes)
- Biographie de M. Isidore Loeb